# أولاد الشاوي (أولاد عياد)
أولاد الشاوي هو دُوَّار يقع بجماعة سيدي عابد، إقليم الجديدة، جهة الدار البيضاء سطات في المملكة المغربية. ينتمي الدوّار لمشيخة أولاد عياد التي تضم 20 دوارًا. يقدر عدد سكانه بـ 323 نسمة حسب الإحصاء الرسمي للسكان والسكنى لسنة 2004.

## روابط خارجية
- البوابة الوطنية للجماعات الترابية
- المندوبية السامية للتخطيط